# Versus, l'ultime guerrier
Pour plus de détails, voir Fiche technique et Distribution.
Versus, l'ultime guerrier (Versus) est un film japonais, réalisé par Ryūhei Kitamura, sorti en 2000.

## Synopsis
Deux détenus s'évadent pendant leur transfert et trouvent refuge dans une forêt où des yakuzas doivent les prendre en charge et assurer leur fuite. Cependant, les gangsters ont un tout autre projet pour nos deux détenus. En effet, ces derniers arrivent avec une jeune femme captive et leur demandent d'attendre leur chef. Une bagarre s'ensuit dans laquelle un des yakuzas meurt... pour mieux revenir à la vie.

## Fiche technique
- Titre : Versus, l'ultime guerrier
- Titre original : Versus
- Réalisation : Ryūhei Kitamura
- Scénario : Ryūhei Kitamura et Yudai Yamaguchi
- Musique : Nobuhiko Morino
- Photographie : Takumi Furuya
- Montage : Shuichi Kakesu
- Production : Hideo Nishimura
- Pays de production : Japon
- Format : couleurs - 1,35:1 - 35 mm - Dolby Digital
- Genre : action, horreur
- Durée : 119 minutes
- Dates de sortie : 
  - Japon : 29 octobre 2000 (Festival international du film de Tokyo) ; 8 septembre 2001 (sortie nationale)
  - France : 20 février 2002
- Film classé interdit aux moins de 16 ans lors de sa sortie en France
- Classification :
  - Japon : interdit aux moins de 12 ans lors de sa sortie en salles (PG-12)

## Distribution
- Tak Sakaguchi : le prisonnier KSC2-303
- Hideo Sakaki : l'homme
- Chieko Misaka : la fille
- Kenji Matsuda : le yakuza au couteau papillon
- Yuichiro Arai : le yakuza au revolver
- Minoru Matsumoto : le yakuza fou à l'amulette
- Kazuhito Ohba : Le yakuza à lunettes
- Takehiro Katayama : l'assassin aux cheveux rouges
- Ayumi Yoshihara : la femme assassin aux cheveux longs
- Hoshimi Asai : la femme assassin aux cheveux courts
- Shôichirô Masumoto : le flic qui n'a plus qu'une main
- Toshiro Kamiaka : le guerrier samurai
- Motonari Komiya : le second prisonnier
- Yukihito Tanikado : le killer et/ou super nettoyeur

## Distinctions
- Fantafestival 2001 : meilleur réalisateur